# Барон Болтон

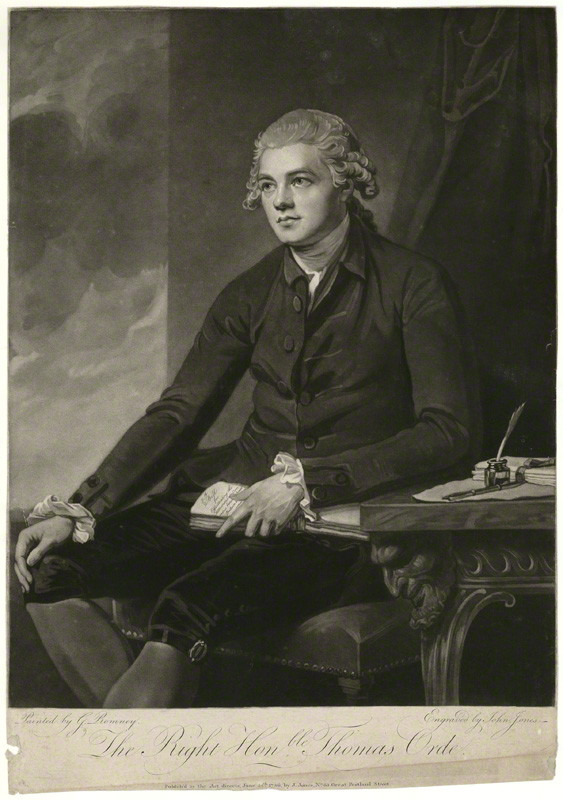
Томас Орд-Поулетт, 1-й барон Болтон (1740—1807)

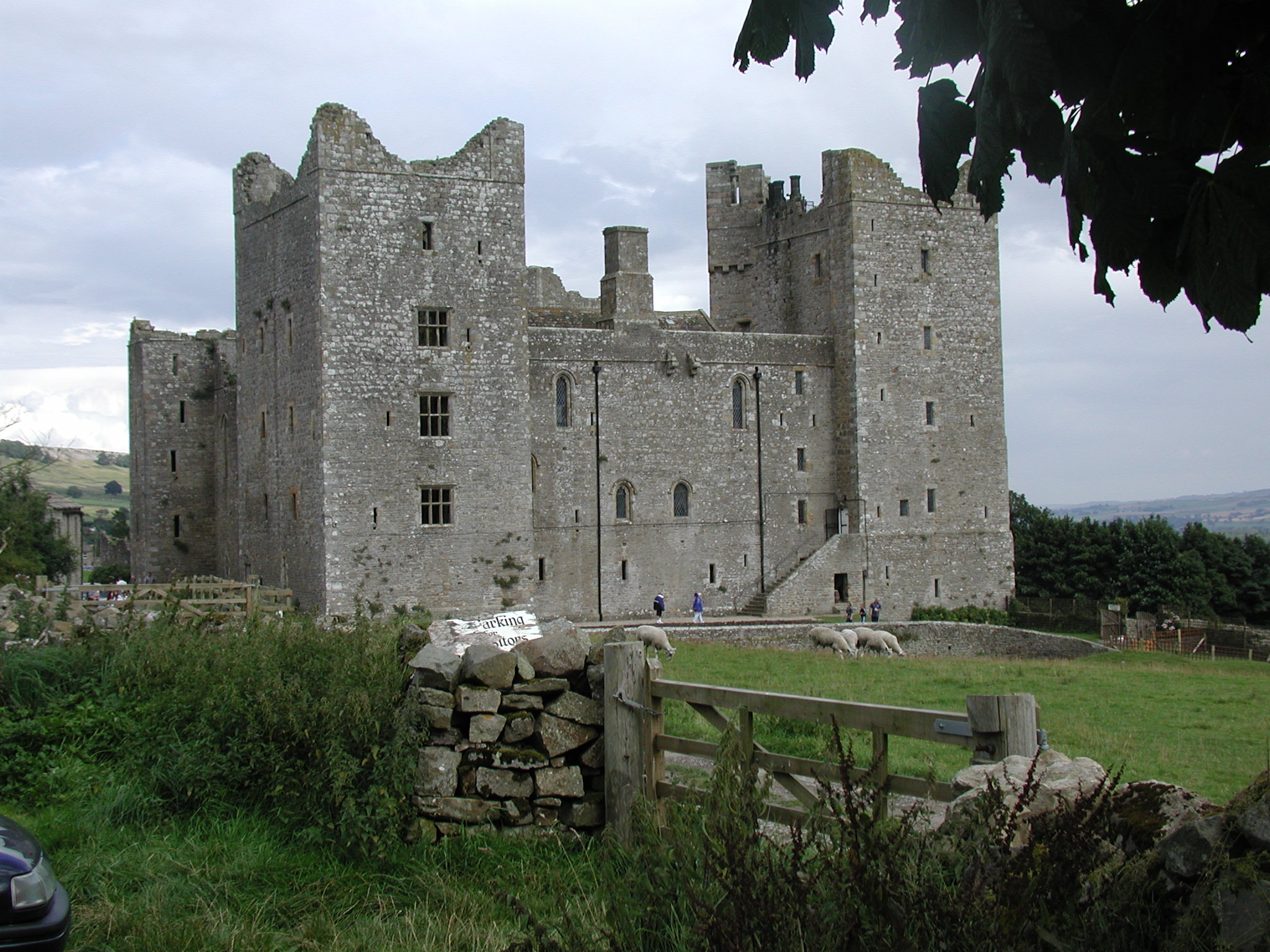
Замок Болтон, Северный Йоркшир

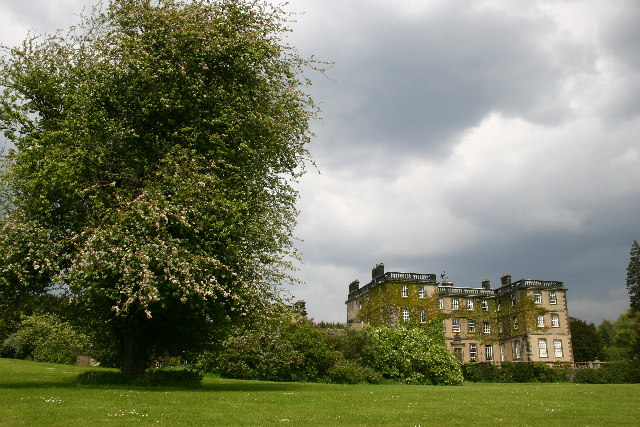
Болтон-холл, резиденция баронов Болтон, Северный Йоркшир

Барон Болтон из замка Болтон в графстве Йоркшир — наследственный титул в системе Пэрства Великобритании.

## История
Титул барона Болтона был создан 20 октября 1797 года для политика от партии тори Томаса Орд-Поулетта (1740—1807). Он был депутатом Палаты общин Великобритании от Эйлсбери (1780—1784) и Харвича (1784—1796), Палаты общин Ирландии от Раткормака (1784—1790), а также занимал должности секретаря казначейства (1782—1783), главного секретаря Ирландии (1784—1787), губернатора острова Уайт (1791—1807) и лорда-лейтенанта Хэмпшира (1800—1807). Томас Орд был мужем Джейн Мэри Браун-Поулетт (1751—1814), внебрачной дочери Чарльза Поулетта, 5-го герцога Болтона (1718—1765). После смерти своего дяди Гарри Поулетта, 6-го герцога Болтона (1720—1794), Джейн Мэри стала наследницей большей часть своих обширных поместий герцогов Болтон. С 1794 года Томас Орд стал владеть поместьями Болтонов по праву своей жены. В 1795 году он принял дополнительную фамилию «Поулетт». Ему наследовал его старший сын, Уильям Орд-Поулетт, 2-й барон Болтон (1782—1850). Он кратко представлял Ярмут в Палате общин Великобритании. После его смерти титул перешел к его племяннику, Уильяму Генри Орд-Поулетту, 3-му барону Болтону (1818—1895). Его внук, Уильям Орд-Поулетт, 5-й барон Болтон (1869—1944), был консервативным депутатом Палаты общин от Ричмонда (1910—1918) и занимал пост лорда-лейтенанта Северного Йоркшира (1935—1944). По состоянию на 2024 год носителем титула являлся праправнук последнего, капитан Томас Питер Алгар Орд-Поулетт, 9-й барон Болтон (род. 1979), который сменил своего отца Гарри Орда-Поулетта, 8-го барона Болтона 2023 году.
Сэр Джон Орд (1751—1824), младший брат 1-го барона Болтона, был адмиралом королевского флота, в 1790 году для него был создан титул баронета из Морпета в графстве Нортумберленд.
Семейная резиденция — Болтон-холл в окрестностях Лейберна в Северном Йоркшире.

## Бароны Болтон (1797)
- 1797—1807: Томас Орд-Поулетт, 1-й барон Болтон[англ.] (30 августа 1740 — 30 июля 1807), сын Джона Орда (ум. 1784) из Морпета и Энн Марр (ум. 1788);
- 1807—1850: Уильям Орд-Поулетт, 2-й барон Болтон (31 октября 1782 — 13 июня 1850), старший сын предыдущего;
- 1850—1895: Уильям Генри Орд-Поулетт, 3-й барон Болтон (24 февраля 1818 — 7 ноября 1895), старший сын достопочтенного Томаса Поулетта Орд-Поулетта (1787—1843), племянник предыдущего;
- 1895—1922: Уильям Томас Орд-Поулетт, 4-й барон Болтон (31 января 1845 — 14 августа 1922), старший сын предыдущего;
- 1922—1944: Подполковник Уильям Джордж Алгар Орд-Поулетт, 5-й барон Болтон[англ.] (21 августа 1869 — 11 декабря 1944), единственный сын предыдущего;
- 1944—1963: Найджел Эймиас Орд-Поулетт, 6-й барон Болтон (26 марта 1900 — 15 июня 1963), второй сын предыдущего;
- 1963—2001: Ричард Уильям Алгар Орд-Поулетт, 7-й барон Болтон (11 июля 1929 — 29 июля 2001), старший сын предыдущего;
- 2001—2023: Гарри Алгар Найджел Орд-Поулетт, 8-й барон Болтон (14 февраля 1954 — 10 июня 2023), старший сын предыдущего;
- 2023 — настоящее время: капитан Томас Питер Алгар Орд-Поулетт, 9-й барон Болтон (род. 16 июля 1979), старший сын предыдущего, награждён Военным крестом за иракскую кампанию в 2003 году. В настоящее время проживает с женой Кэти в замке Болтон;
  - Наследник титула: достопочтенный Гектор Перси Алгар Орд-Поулетт (род. 21 апреля 2009), старший сын предыдущего.